# Monodromie
Monodromie bezeichnet in der Mathematik, wie sich Objekte aus der Analysis, Topologie oder in der algebraischen und Differentialgeometrie verhalten, sobald sie sich um eine Singularität bewegen. 
Monodromie ist eng verbunden mit der Theorie der Überlagerungen und ihren Degenerierungen in Verzweigungspunkten. Monodromietheorie ist motiviert durch das Phänomen, dass bestimmte Funktionen, die man definieren möchte, in der Nähe von Singularitäten mehrwertig werden. Diese Monodromieeigenschaft lässt sich am besten durch die sogenannte Monodromiegruppe messen, eine Gruppe von Abbildungen, die auf den Werten der Funktion operiert. Diese Gruppenoperation kodiert das Verhalten der Werte beim Umlaufen der Singularität.

## Definition
Sei {\displaystyle X} ein zusammenhängender und lokal zusammenhängender punktierter topologischer Raum mit Basispunkt {\displaystyle x}. Sei weiterhin {\displaystyle p:{\tilde {X}}\to X} eine Überlagerung mit Faser {\displaystyle F=p^{-1}(x)}. Für eine Schleife {\displaystyle \gamma :[0,1]\longrightarrow X} mit Startpunkt {\displaystyle x} sei {\displaystyle {\tilde {\gamma }}} die Liftung von {\displaystyle \gamma } mit Startpunkt {\displaystyle {\tilde {x}}\in F}. Weiterhin bezeichne {\displaystyle {\tilde {x}}\cdot \gamma } den Endpunkt {\displaystyle {\tilde {\gamma }}(1)}, der sich im Allgemeinen von {\displaystyle {\tilde {x}}} unterscheiden kann. 
Es lässt sich beweisen, dass diese Konstruktion zu einer wohldefinierten Gruppenoperation der Fundamentalgruppe {\displaystyle \pi _{1}(X,x)} auf der Faser {\displaystyle F} führt. Hierbei ist der Stabilisator von {\displaystyle {\tilde {x}}} genau {\displaystyle p_{*}(\pi _{1}({\tilde {X}},{\tilde {x}}))}. Das bedeutet, dass ein Element {\displaystyle [\gamma ]} einen Punkt in der Faser {\displaystyle F} genau dann invariant lässt, wenn es durch das Bild einer Schleife in {\displaystyle {\tilde {X}}} mit Basispunkt {\displaystyle {\tilde {x}}} repräsentiert wird.
Diese Gruppenwirkung wird als Monodromiewirkung beschrieben. Der Gruppenhomomorphismus {\displaystyle \pi _{1}(X,x)\longrightarrow {\text{Aut}}(F)} in die Automorphismengruppe von {\displaystyle F} ist die Monodromie. Das Bild des Homomorphismus wird als die Monodromiegruppe bezeichnet.